# Materia dziwna
Materia dziwna – materia oddziałująca silnie, złożona z cząstek dziwnych (zawierających kwark dziwny s). Dziwna materia jądrowa zbudowana jest z barionów dziwnych nazywanych hiperonami (np. Λ, Σ, Ξ) lub mezonów dziwnych (np. kaonów). Tego rodzaju materia hiperonowa może występować we wnętrzu gwiazd neutronowych.
W bardzo wysokich gęstościach materia jądrowa może przejść (poprzez przejście fazowe) do nowego stanu skupienia: plazmy kwarkowo-gluonowej, zbudowanej z kwarków (u, d, s, c, b, t) obdarzonych kolorem i oddziałujących zgodnie z chromodynamiką kwantową (QCD).
Składnikiem tej plazmy jest również kwark dziwny s. Materię tę nazywa się materią kwarkową lub materią dziwną. Hipotetyczną gwiazdę zbudowaną z materii kwarkowej nazywa się gwiazdą dziwną lub kwarkową (istnienie tych gwiazd jest obecnie hipotezą). 
Można powiedzieć, że kropla materii dziwnej jest olbrzymim hadronem, podobnie jak gwiazdę neutronową można traktować jak olbrzymie jądro atomowe.